# Национално знаме на Приднестровската молдовска република
Националното знаме на Приднестровието е версия на бившето знаме на Молдовска ССР.
Държавното знаме е разрешено да се използва само от държавните институции, докато националното знаме може да се използва от цивилни лица и организации.
През 2009 г. в парламента е внесено предложение да се замени националното знаме с ново – с цветове бяло, синьо и червено, почти идентично със знамето на Русия, но с различна пропорция (1:2 вместо руското 2:3).